# CEV Challenge Cup ženy
CEV Challenge Cup ženy (CEV Women's Challenge Cup), mezi lety 1980 – 2007 známý jako CEV Cup žen, je třetí oficiální soutěží pro ženské volejbalové kluby Evropy a koná se každý rok. Je organizována Evropskou volejbalovou konfederací (CEV) a jejím účelem bylo, aby se evropských soutěží mohlo účastnit více klubů. V roce 2007 byla soutěž přejmenována na CEV Challenge Cup po rozhodnutí CEV přejmenovat svou druhou oficiální soutěž (známou jako Top Teams Cup) na CEV Cup.

## Historie
Historicky nejúspěšnější zemí je Itálie s 22 prvenstvími. Nejúspěšnější kluby jsou PV Reggio Emilia (Itálie) a USC Münster (Německo) se 3 prvenstvími.
V sezóně 1988/1989 došla až do finále Slavia Praha, tam však podlehla PV Reggio Emilia 0:3.

## Systém soutěže
CEV Challenge Cup žen se hraje vyřazovacím systémem doma a venku, za stavu 1:1 na zápasy následuje ihned po druhém zápase tzv. "zlatý set".